# Да Роса, Оливио
Оливио (Иво) да Роса — бразильский футболист, выступающий за китайский клуб «Бэйцзин Жэньхэ».

## Карьера
Он начал свою карьеру в команде «Ювентус де Теутония» и присоединился в январе 2007 года к «Жувентуде». 21 февраля 2010 года Иво переехал в «Палмейрас», с которым подписал годовой контракт с возможностью продления еще на пять лет. 5 января 2011 года Иво переехал из «Португезы» в «Палмейрас», а 5 января 2012 года Иво присоединился к южнокорейской профессиональной К-Лиге, став игроком клуба «Инчхон Юнайтед», подписав однолетнее соглашение. В январе 2013 года он покинул Южную Корею и вернулся в Бразилию, чтобы присоединиться к «Крусиуме».